# Marcel Schlutt
Marcel Schlutt (nacido el 1 de agosto de 1977) es un modelo alemán, fotógrafo y columnista. Saltó a la fama como presentador de televisión y actor de películas para adultos en la pornografía gay en la década del 2000.

## Biografía

### Inicio
Schlutt, hijo único de un herrador, nació en Demmin en el distrito Mecklemburgo-Pomerania Occidental, Alemania, pero pasó la mayor parte de su juventud en Bielefeld, Renania del Norte-Westfalia después de la reunificación alemana en 1989. Criado en una ganadería equina con cerca de seiscientos caballos, se enamoró de deportes ecuestres a la temprana edad de cuatro años, ganando varios premios. Después de su graduación, se trasladó a Münster, donde comenzó a entrenar por primera vez como un mozo de cuadras cualificado.
A la edad de 18 años, Schlutt fue solicitado como modelo por el fotógrafo de Colonia, TeeJott. Apareció en una serie de libros ilustrados, incluso desnudo, con una erección, y masturbándose. En 1998, Schlutt participó en un concurso local de modelos y quedó primero. Como nueva cara de la agencia So Dam Tuff, le pidieron que viviera en Londres y Madrid, trabajando como modelo profesional para firmas de moda como Paul Smith, The Face, Levis, New Yorker, y H&M.

### Carrera
Después de su regreso a casa en 2001, Schlutt trabajó como presentador en una cadena de la televisión por cable Premiere, presentando los programas SexyGayplaces.tv y Backstage - Das Magazin en el canal adulto de Beate Uhse TV entre 2002 y 2004. Tras haber aparecido en algunos papeles menores en la BBC y la RTL Television, Schlutt comenzó su carrera como actor de películas porno en 2003, llegando a ser ampliamente conocido por su aparición en varias producciones de empresas porno alemanas como Cazzo Cine y Wurstfilm, así como Eurocreme y Lucas Entertainment de Michael Lucas. Actuando en papeles como activo y pasivo, adquirió relevancia por su primer papel protagonista en la película de prisión de Jörg Andreas, Locked Up (2003), que fue lanzado en dos ediciones de DVD, una softcore y otra hardcore. Además, Schlutt apareció en una serie de videos de sitios de Internet de pago y trabajó como acompañante. Paralelamente, continuó trabajando como modelo para agencias de Berlín, como VIVA y M4.
En 2005, Schlutt centró sus actividades en la fotografía profesional. Algunas de sus imágenes aparecieron en el libro recopilatorio Skate! y en la revista gay DU&ICH, en la cual también solía escribir una columna semiautobiográfica llamada Max en la Ciudad. Mientras tanto, también trabajó como modelo fotográfico para la agencia berlinesa de moda M4, la agencia de moda, entre los que figuran la revista rusa Vogue.
En 2007, anunció su retiro de la industria del porno, haciendo su última aparición en la película softcore de Bruce LaBruce, Otto; or Up with Dead People, interpretando uno de los tres papeles principales, un zombi llamado Fritz. Sin embargo, en ese entonces anunció en su perfil de MySpace que empezaría a rodar una versión cinematográfica de su columna Max en la Ciudad producida por Wurstfilm, que también tiene contenidos pornográficos.
En 2009, protagonizó una película interpretándose a él mismo de Claude Pérès, titulada Unfaithful (Infiel).
En 2012, fundó la revista sobre arte y moda, donde también es el director en Jefe, llamada KALTBLUT (Sangre Fría) junto a Naikee Simoneau.

### Vida personal
Schlutt ha estado residiendo en Berlín desde 2001.

## Filmografía seleccionada
- 2004 - Scum! as Ben Rogers
- 2004 - Gefangen (Locked Up) .... Dennis
- 2004 - Kolbenfresser
- 2005 - Sex Klinik (Sex Clinic)
- 2005 - Der andere Planet (Fucking Different)
- 2006 - Druck im Schlauch (Sleazy Rider) .... Jan
- 2006 - Rainbow's End ... Internet Surfer
- 2006 - Echt geil
- 2006 - Berlin Youngsterz
- 2006 - Schwanzangriff!
- 2007 - Liquid Heat
- 2007 - Fickfracht
- 2007 - Cam Shooterz
- 2007 - Fickfleisch Deluxe
- 2007 - Cruising Budapest 2
- 2007 - Fuck Me Harder
- 2007 - Deep
- 2008 - Jung & dauergeil
- 2008 - Otto; or Up with Dead People .... Fritz Fritze
- 2008 - Wasserratten .... Kapitän
- 2008 - Fucking Art
- 2008 - Fick den Touri
- 2009 - Shit Hole Fuckers
- 2009 - The Boy with the Sun in His Eyes .... Boy at Tiergarten
- 2009 - Infidèles (Unfaithful) ...The Actor
- 2010 - Alex und der Löwe (Alex and Leo) .... Leo Krieg